# 財政法第4条
財政法第4条（ざいせいほうだい4じょう）とは、日本の財政法での以下の条文。
- 国の歳出は、公債又は借入金以外の歳入を以て、その財源としなければならない。但し、公共事業費、出資金及び貸付金の財源については、国会の議決を経た金額の範囲内で、公債を発行し又は借入金をなすことができる[2][3]。
- （第2項）前項但書の規定により公債を発行し又は借入金をなす場合においては、その償還の計画を国会に提出しなければならない[2][3]。

## 関連資料
- 2020/08/27　（社説）財政法と戦後 歴史的意味を忘れるな　朝日新聞